# José María Lara Ortiz de Pinedo
José María Lara Ortiz de Pinedo (Bilbao, 6 de julio de 1913-Azuqueca de Henares, Guadalajara, 27 de septiembre de 1999) fue un fotógrafo, periodista y empresario español nacido en Bilbao. A lo largo de su carrera, que abarcó desde 1940 hasta 1990, capturó imágenes que reflejan medio siglo de la historia social y cultural de España, incluyendo a sus gentes y visitantes. Su trabajo fue reconocido con numerosos premios y sus fotografías fueron publicadas en prestigiosas revistas internacionales como Paris Match, Life y Época. El trabajo de José María Lara Ortiz de Pinedo es una valiosa fuente para comprender la evolución social y cultural de España durante gran parte del siglo XX.
Inició su primera formación escolar en Indauchu y luego en el colegio La Salle en Bilbao. A los quince años abandonó los estudios y se dedicó a trabajar en las carnicerías de su padre, lo que le inicio en el mercado de abastos y a relacionarse con influyentes personas de la capital vizcaína.

## Trayectoria
A los 25 años tuvo sus primeras cámaras fotográficas, con las que empezó a fotografiar siguiendo consejos de amigos. Su buen gusto e interés por los encuadres y el color lo fueron formando. En 1941 fue nombrado fotógrafo de la Delegación Provincial de Vizcaya. 
A partir de 1942, a raíz del seguimiento y amistad con los toreros Pepe Luis Vázquez y Manolete, estos le animaron a hacerse fotógrafo profesional. En diciembre de 1943 da en Bilbao una conferencia sobre la fotografía con el proceso Agfacolor. En 1945 fue nombrado gerente de los Mercados de Artesanía. A partir de entonces compagina trabajos fotográficos con otros de importación y exportación con su Empresa General Exportadora en Madrid.
Empezó a trabajar en varias revistas españolas y en estudios cinematográficos. En 1949 hizo su primera exposición de diapositivas en color e impartió una conferencia en la Casa de América en Madrid sobre Ansco color.
En 1950 Francisco Franco le encarga fotografiar en color la boda de su hija con Cristóbal Martínez-Bordiú. Ese mismo año, el director del Museo del Prado, Fernando Álvarez de Sotomayor, le encarga 12 cuadros con luz natural en color y le ofrece la Dirección Fotográfica del Museo, que no acepta.
En 1952 abre la tienda Fotocolor Lara en la calle Reina, 17 de Madrid. En 1953 los Condes de Barcelona le piden fotografiarlos en Estoril (Portugal).
Tuvo mucha relación con la alta sociedad, participando en sus fiestas, encuentros y monterías.
Durante varios años fue solicitado por el Real Madrid para fotografiar a los equipos que ganaban las diferentes ligas de campeones de futbol de europeo. 
Mantuvo una colaboración profesional con revistas como Mundo Hispánico, Sombras, Letras, Gaceta Ilustrada, La familia española, Blanco y Negro, y las agencias EFE, Europa Press y CIFRA distribuyeron algunos de sus reportajes. También publicó en los diarios Pueblo, El Alcázar, El Ruedo, Diario 16, Arriba, ABC.
Fue corresponsal de “La Libre Belgique” de Bruselas, y trabajó para las agencias internacionales “News Blitz”, “Apix”,” Pix” y las revistas “Paris Match”, “Marie Claire”, Life, Reader's Digest.
Realizó muchos reportajes internacionales con Sophia Loren, Vivian Leigh, Ava Gardner, Esther Williams, Charlton Heston, Rita Hayworth, Geraldine Chaplin y Claudia Cardinale, entre otros. Durante años visitó los cosos taurinos, fotografiando a Manolete, Pepe Luis Vázquez, Luis Miguel Dominguín, Mondeño, Paco Camino, etc. con muchos de los cuales mantenía amistad y fotografió en momentos personales y familiares.
Durante años colaboró con Cruceros Ybarra, lo que le permitió fotografiar algunos países africanos (Senegal, Costa de Marfil, Sierra Leona), los países del Mediterráneos (Italia, Grecia, Yugoslavia, Egipto, Palestina, Siria, Israel, Turquía) y del norte de Europa (Rusia, Noruega, Dinamarca, Suecia). También viajó a Nueva York, Cuba, Puerto Rico, Alemania, Francia, Bélgica e Italia.
Su afición por el ballet le llevó a fotografiar también a muchos de los ballets internacionales que venían a España, así como a las principales figuras de estos ballets, tanto en las actuaciones y ensayos como en los monumentos de las ciudades donde actuaban (Marqués de Cuevas, Ballet Moisseiev, American Festival Ballet, London Festival Ballet,….  Nina Vyroubova, Maurice Béjart, Lupe Serrano, Sonia Arova, Rudolf Nuréyev, Rosella Hightower, Boris Trailine, Jerome Robbins, Serge Lifar, Tessa Beaumont, Alicia Ivars, Magdalena Popa, Janine Charrat, Sonia Arova, Genia Melikova, Nora Kaye...). Mantuvo también un intenso contacto con el baile español y figuras como Carmen Amaya, Lola Flores, Pilar López, La Chunga, Mikaela, Antonio Ruiz, Antonio Gades o Alberto Portillo. Fue además representante de Dolores Vargas y de Antonia Broncano (Lupe Sino).
En 1966 dirigió e hizo el guion del Film ”Ballet Moisseiev” para NO-DO. En 1972 trabajó también en la realización, producción, dirección, música y montaje del film documental “Vivir un poco más” en Rumanía.

## Reconocimientos y exposiciones
Gran Cruz Isabel La Católica en su grado de Caballero.
En 1951 obtuvo en Río de Janeiro (Brasil) las medallas 2.º y 3.º en los concursos mundiales de fotografía.
En 1952 obtuvo el 5.º trofeo ROLLEIFLEX entre 100 naciones y 55.000 fotos en la Fotokina 52 de Colonia (Alemania), con el tema “San Fermín, encierro". También fue premiado en concursos en Río de Janeiro (Brasil), Filadelfia (Estados Unidos) y Milán (Italia).
En 1952 fue el primer español diplomado en el curso de fotografía AGFACOLOR, en la escuela-estudio HERTZ, con los técnicos de FARBWERKE AG. Frankfurt.
Algunas de sus fotos han sido expuestas en diversas exposiciones, comoː
-Exposición sobre "Los toros" en proceso color y “Panorámicas" en Bilbao (1983).
-Exposición "La tercera edad", Caja de Ahorros de Navarra en Madrid (1984).
-Una historia de la moda, 1940-1970, en la sala de exposiciones El Águila, organizada por la Dirección General de Patrimonio Cultural de la Comunidad de Madrid.
-125 años ICOMEM, Ilustre Colegio Oficial de Médicos de Madrid.
-Manolete y Pepe Luis Vázquez en el País Vasco, Casa Vasca – Euskal Etxea, Madrid (2022).